# Rollo Weeks
Rollo Weeks (Chichester, 20 maart 1987) is een Brits acteur. Rollo is een jongere broer van Perdita en Honeysuckle Weeks.

## Biografie
Rollo Weeks werd geboren als zoon van Robin en Susan Weeks. Hij maakte zijn debuut in de film The Little Fire, waarvoor Weeks werd genomineerd met de Young Actor Award. Later vervulde hij ook een rol in Girl with a Pearl Earring. Zijn volgende titelrol kwam in de film The Thief Lord.

## Filmografie
- Booked Out (2012) - Jacob
- Blood in the  Water: 2 (2009) - Albert O'Hara
- Chéri (2008) - Guido
- The Thief Lord (2006) - Scipio
- The Queen of Sheba's Pearls (2005) - Jack
- George and the Dragon  (2004) - Wryn
- Girl with a Pearl Earring (2003) - Frans
- The Lost Prince (2003) - George
- Attila (2001) - jonge Attila (miniserie)
- The Little Vampire (2000) - Rudolph
- Berkeley Square (1998) - Lord Louis Wilton

- Gemeinsame Normdatei: 1061736873
- International Standard Name Identifier: 0000 0000 4276 9206
- Library of Congress Control Number: no2006059979
- Virtual International Authority File: 12060898
- WorldCat: E39PBJgd4kwwwwWm7p97r4xFKd